# Унруг, Павел
Павел Унруг (пол. Paweł Unrug; род. 28 сентября 1939) — польский актёр театра, кино и телевидения, также театральный режиссёр.

## Биография
Актёрское образование получил в Государственной высшей театральной школе в Кракове, которую окончил в 1964 году. Дебютировал в театре в 1964. Актёр театров в Кракове, Вроцлаве и Варшаве. Актёр и режиссёр «театра телевидения».

## Избранная фильмография
- 1968 — Кукла / Lalka
- 1969 — Ведомство / Urząd
- 1970 — Локис / Lokis. Rękopis profesora Wittembacha
- 1970 — Колумбы / Kolumbowie (только в 4-й серии)
- 1970 — Доктор Эва / Doktor Ewa (только в 8-й серии)
- 1973 — Санаторий под клепсидрой / Sanatorium pod klepsydrą
- 1973 — Большая любовь Бальзака / Wielka miłość Balzaka (только в 4-й серии)
- 1973 — Яношик / Janosik (только в 4-й серии)
- 1975 — Казимир Великий / Kazimierz Wielki
- 1975 — Директора / Dyrektorzy
- 1977 — Страсть / Pasja
- 1978 — Уленшпигель со святых гор / Sowizdrzał świętokrzyski
- 1983 — Альтернативы 4 / Alternatywy 4
- 1984 — Год спокойного солнца / Rok spokojnego słońca
- 1985 — Дезертиры / C.K. Dezerterzy
- 1986 — Предупреждения / Zmiennicy (только в 11-й серии)
- 1987 — Баллада о Янушике / Ballada o Januszku
- 1987 — Палата № 6 / Sala nr 6
- 1991 — Повелитель теней / Beltenebros